# Des Wahnsinns fette Beute
Des Wahnsinns fette Beute (en español, "El botín grasoso de locura") es el undécimo álbum de estudio de la banda alemana Oomph! lanzado en el verano del año 2012 y fue publicado en varios formatos variando su contenido. En este nuevo álbum la banda mezcla estilos muy diferentes, desde el Pop de los 80 con "Kosmonaut" y "Such Mich Find Mich"; hasta el EBM con "Bis der Spiegel zerbricht". De esta manera, es la obra más diversa, pegadiza y heterogénea de toda su carrera, sin perder de vista las raíces de sus inicios.
El álbum ha tenido un solo sencillo lanzado hasta ahora, titulado "Zwei Schritte Vor" que fue lanzado dos semanas antes del álbum.

## Lista de canciones
| N.º | Título                      | Traducción                    | Duración |  |
| 1.  | «Unzerstörbar»              | Indestructible                | 3:40     |  |
| 2.  | «Zwei Schritte vor»         | Dos pasos adelante            | 4:21     |  |
| 3.  | «Such Mich Find Mich»       | Búscame Encuéntrame           | 3:29     |  |
| 4.  | «Bis der Spiegel zerbricht» | Al romper el espejo           | 3:35     |  |
| 5.  | «Die Geister die Ich rief»  | Los Espíritus que he invocado | 3:03     |  |
| 6.  | «Bonobo»                    | Bonobo                        | 4:00     |  |
| 7.  | «Deine Eltern»              | Tus padres                    | 4:03     |  |
| 8.  | «Kleinstadtboy»             | Muchacho de pueblito          | 3:58     |  |
| 9.  | «Regen»                     | Lluvia                        | 4:12     |  |
| 10. | «Kosmonaut»                 | Cosmonauta                    | 4:00     |  |
| 11. | «Komm zurück»               | Regresa                       | 3:09     |  |
| 12. | «Aus meiner Haut»           | Fuera de mi piel              | 3:07     |  |
| 13. | «Seemannsrose»              | La rosa del marinero          | 3:08     |  |
| 14. | «Unendlich»                 | Sin fin                       | 5:15     |  |

## Edición de lujo
| N.º | Título                                | Traducción                      | Duración |  |
| 15. | «Fütter mich»                         | Aliméntame                      | 3:38     |  |
| 16. | «Der Tod ist ein Herzschlag entfernt» | La Muerte es un latido distante | 4:06     |  |

## Edición limitada
| N.º | Título                                           | Duración |  |
| 17. | «Studioaufnahmen Zu "Des Wahnsinns Fette Beute"» |          |  |
| 18. | «ZweiSchritteNeon»                               |          |  |
| 19. | «Geisterregen»                                   |          |  |
| 20. | «Bildergalerie Oomph! Vs. Oliver Rath»           |          |  |
| 21. | «Zwei Schritte Vor Musikvideo»                   |          |  |
| 22. | «Making Of Zwei Schritte Vor»                    |          |  |
| 23. | «Ernten Was Wir Säen Musikvideo»                 |          |  |

## Listas de ventas
| Lista (2012) | Mejor posición |
| ------------ | -------------- |
| Alemania     | 15             |
| Austria      | 41             |
| Suiza        | 71             |